# Camelus
Camelus er en dyreslægt som hører til familien Camelidae, og omfatter kameler (Camelus bactrianus) og dromedarer (Camelus dromedarius), med henholdsvis to pukler og én pukkel. Begge arter er domesticeret.
På engelsk kaldes både kameler og dromedarer for "camels", og det er således ikke en kamel, men en dromedar, der ses på Camel-cigaretpakken.

## Galleri
- Kamel med forsyninger, Tang-dynastiet
- Mand på kamel, Tang-dynastiet
- Kvinde, der ammer på en kamel, Tang-dynastiet
- Kamel og Sogdian. Glaseret keramik i San Cai-stilen, Tang-perioden (618-907).
- Victoria and Albert Museum, London. Kinesisk galleri: kamel og rytter. Keramik, Tang-perioden (700-750 e. kr.)
- San Cai-stil figur af Tang-dynastiet af sogdiske købmænd, der rider på Kamel